# Guy Stener
Pas d'image ? Cliquez ici

a Compétitions nationales et continentales officielles uniquement.

b Matchs officiels uniquement.
Guy Stener, est né le 11 février 1931 à Vichy et décédé dans la même ville le 12 décembre 1967. C’est un ancien joueur français de rugby à XV, qui a joué avec l'équipe de France, le RC Vichy et le Paris Université Club, évoluant au poste de trois-quarts centre ou aile (1,78 m pour 77 kg).

## Biographie
Guy Stener dispute son premier test match le 14 janvier 1956 contre l'équipe d'Écosse et le dernier contre l'équipe d'Afrique du Sud, le 16 août 1958.
Il a fait partie de l'équipe de France qui a vaincu les Springboks pour la première fois en Afrique du Sud, le 16 août 1958.
Guy Stener repose au cimetière des Bartins de Vichy[réf. nécessaire].

## Palmarès

### En équipe de France
- 5 sélections en équipe de France
- Sélections par année : 3 en 1956, 2 en 1958
- Tournoi des Cinq Nations disputé : 1956